# Estación Limáhuida
Limáhuida fue una estación del ferrocarril que se hallaba dentro de la comuna de Illapel, en la región de Coquimbo de Chile. Fue parte del longitudinal norte, correspondiente al segmento entre la estación Cabildo y esta estación, siendo parte del trayecto interior del longitudinal norte. En la actualidad, la estación está en pie como casa habitación y en sus alrededores quedan vestigios de lo que eran vagones de los trenes.

## Historia
La construcción del Longitudinal Norte conlleva a la construcción de una sección de ferrocarril métrico entre estación Illapel y estación Limáhuida finalizado en 1909.
Con los planes del ferrocarril longitudinal entre estación Cabildo y estación Limahuida en 1910, y esta estación estuvo planificada dentro de la extensión del ferrocarril del longitudinal norte. La estación junto con el tramo del ferrocarril entre Cabildo-Limáhuida-Choapa se inauguraron en 1913-1914.
El edificio principal de la estación, construido en madera, funcionaba de forma simultánea como bodega y casa habitación para el jefe de estación, agregándose posteriormente un compartimento anexo para una cocina y una caseta para el cambiador de vías.
Ya para agosto de 1958 el segmento de la vía entre la estación Pedegua y esta estación no eran considerados como parte de la red ferroviaria del país, aunque la sección del ferrocarril entre Choapa y Salamanca se había tornado un ramal. La estación fue suprimida mediante decreto del 25 de septiembre de 1959, que autorizó su cierre a partir del 1 de noviembre del mismo año.
El ramal entre Choapa y Salamanca operó hasta 1975, fecha en que el ferrocarril dejó de operar. Actualmente el edificio de la estación fue reacondicionado para ser un negocio de abarrotes; además en el frente de este se encuentran los restos de dos vagones de carga.